# Енола Холмс 2
Енола Холмс 2 (енгл. Enola Holmes 2) је детективски филм из 2022. године, у режији Харија Бердбира, по сценарију Џека Торна. Темељи се на серијалу Мистерије Еноле Холмс Ненси Спрингер, а наставак је филма Енола Холмс из 2020. године. Главне улоге глуме: Мили Боби Браун, Хенри Кавил и Хелена Бонам Картер. За разлику од свог претходника, није екранизација ниједаног од романа серијала, већ инспирација из стварног штрајка из 1888. године.
Приказан је 4. новембра 2022. године за Netflix. Добио је позитивне рецензије критичара.

## Радња
Енола Холмс преузима свој први детективски случај. Како би решила мистерију нестале девојке требаће јој помоћ пријатеља и брата, Шерлока Холмса.

## Улоге
| Глумац               | Улога             |
| -------------------- | ----------------- |
| Мили Боби Браун      | Енола Холмс       |
| Хенри Кавил          | Шерлок Холмс      |
| Дејвид Тјулис        | Грејл             |
| Луис Партриџ         | виконт Тјуксбери  |
| Сузи Вокома          | Идит              |
| Адил Ахтар           | инспектор Лестрад |
| Шерон Данкан Брустер | Мира Трој         |
| Хелена Бонам Картер  | Јудорија Холмс    |
| Химеш Пател          | др Вотсон         |
| Хана Дод             | Сара Чапман       |
| Аби Херн             | Меј               |
| Рошин Монахан        | Хилда Лајон       |
| Габријел Тирни       | Вилијам Лајон     |
| Дејвид Вестед        | Хенри Лајон       |
| Тим Макмалан         | Чарлс Макинтајер  |
| Ли Бордман           | Бил Крауч         |
| Серена Су-Линг Блис  | Беси Чапман       |